# Ja’akow Cur
Ja’akow Cur (hebr.: יעקב צור, ang.: Ya'akov Tzur, Yaacov Tsur	 ur. 4 kwietnia 1937 w Hajfie) – izraelski polityk, w latach 1984–1988 minister absorpcji imigrantów, w latach 1988–1990 minister zdrowia, w latach 1992–1996 minister rolnictwa, w latach 1981–1992 poseł do Knesetu z list Koalicji Pracy i Partii Pracy.
W wyborach parlamentarnych w 1981 po raz pierwszy dostał się do izraelskiego parlamentu. Zasiadał w Knesetach X, XI i XII kadencji.